# 조현아 (가수)
조현아(趙賢雅, 1989년 8월 28일 ~ )는 대한민국의 가수이다. 음악 그룹 어반자카파의 멤버이다.

## 음반 목록
- "머무르다" (2012)
- "기다린다" (2013, 도롱뇽도사와 그림자 조작단 OST)
- "사는게 아니야" (2013, 백년의 유산 OST)
- "사랑할 수 있나요" (2014, 여자만화 구두 OST)
- '줄게' (2024)

### 참여
- 한요한 《불꽃》 피쳐링 참여.

## 수상 및 후보
- 2006년 MBC 라디오 별이빛나는밤에 별밤뽐내기 연말대상
- 2024년 대한민국 퍼스트브랜드 대상 여자부문 멀티테이너상

## TV 출연
- 2013년 Mnet 《봄여름가을겨울의 숲》
- 2013년 KBS2 《유희열의 스케치북》(2018년,2021년)
- 2016년 MBC M 《데이트 인 뮤직 라이브러리》
- 2016년 MBC 《미스터리 음악쇼 복면가왕》 - 치명적인 팜므파탈
- 2017년 셀럽티비 • 네이버TV 《아임셀럽》
- 2017년 KBS2 《아이돌 리부팅 프로젝트 더 유닛》
- 2018년 KBS2 《불후의 명곡》
- 2022년 MBC 《놀면 뭐하니?》
- 2023년 Mnet 《걸스 나잇 아웃》
- 2023년 MBC 《황금어장 라디오스타》
- 2023년 JTBC 《아는 형님》
- 2023년 MBC 《훅 까놓고 말해서》
- 2023년 MBC 《전지적 참견시점》
- 2023년 ~ 현재 MBC every1 《위대한 가이드》 -고정 출연
- 2023년 ~ 현재 tvN 《내가 뭐라고》 -고정 출연
- 2023년  JTBC 《톡파원25시》
- 2023년 ~ 2024년 SBS 《강심장VS》 - 고정 MC
- youtube

조현아 의 목요일 밤 mc 2023년 현재
- 2023년,2024년 KBS조이 《이십세기-힛트쏭》
- 2024년 tvN Story 《어쩌다어른4》
- 2025년 MBC 금토드라마 《바니와 오빠들》- 박혜영 역